# Currie Chieftains
El Currie Rugby Football Club es un equipo de rugby de Escocia con sede en la ciudad de Edimburgo.
Participa en la Premiership, uno de los principales torneos de Escocia, en el cual ha obtenido dos campeonatos.

## Historia
Fue fundada en 1970, durante gran parte de su historia participó en las divisiones de ascenso del sistema de ligas de Escocia, comenzando en la División 7 en 1980, logrando rápidos ascensos que culminan en su ascenso a la Premiership en 1991, fecha desde la cual ha permanecido en la categoría de honor de Escocia.
Desde el año 1991 compite en la Premiership en la cual ha logrado tres campeonatos, el último el año 2024.

## Palmarés
- Premiership (3): 2006–07, 2009–10, 2023–24

## Jugadores destacados
- Dougie Fife
- Matt Scott
- Ben Cairns
- Graham Ellis
- Blair Kinghorn